# 羅伯遜角
54°6′S 36°46′W / 54.100°S 36.767°W
羅伯遜角（英語：Robertson Point）是南極洲的海岬，位於南喬治亞島北岸，處於福圖納灣入口處東部，名稱可追溯至1920年，該海岬現時由英國海外領土管轄。